# Маршрутное такси
Маршрутное такси (в просторечии «маршрутка» и др.) — автобусы и микроавтобусы (иногда микровэны и даже легковые автомобили), осуществляющие перевозку пассажиров и багажа по установленным маршрутам и не полностью интегрированные в регулярную систему общественного транспорта. Признаками нерегулярности могут быть: мелкие операторы, обслуживающие по несколько маршрутов, дублирование муниципальных маршрутов, собственные тарифы, не привязанные к муниципальным, невыдерживание расписания и интервалов (отправление по заполнению), отсутствие социальных обязательств (не работают до поздней ночи, ограниченно перевозят льготников, труднодоступны для маломобильных), остановки в любом не запрещённом ПДД месте и прочее. Маршрутки широко распространены во многих странах мира.
По инерции «маршрутками» часто называют любые маршрутные микроавтобусы и небольшие автобусы, даже муниципальные, работающие по регулируемым тарифам и интегрированные с остальным транспортом. Так же в некоторых странах под этим словом понимают такси, перевозящее несколько пассажиров в разные места по неустановленному маршруту или автобусы (и микроавтобусы), работающие в рамках формата DRT.
| Страна или местность                                    | Название |
| ------------------------------------------------------- | --- |
| Алжир                                                   | фр. Taxi collectif — коллективное такси                                                                                                |
| Ангола                                                  | порт. Candongueiro |
| Армения                                                 | арм. Երթուղային տաքսի — маршрутное такси, в просторечии русизм арм. մատշրուտկա — маршрутка                                             |
| Азербайджан                                             | азерб. Marşrut taksi или кратко Marşrutka                                                                                              |
| Беларусь                                                | Маршрутное такси, Маршрутка бел. Маршрутнае таксі, Маршрутка                                                                           |
| Болгария                                                | болг. Маршрутно такси или кратко Маршрутка                                                                                             |
| Ботсвана                                                | «Комби» (по названию модели микроавтобусов Фольксвагена)                                                                               |
| Бразилия                                                | порт. Táxi lotação, alternativo или pau-de-arara                                                                                       |
| Венесуэла                                               | исп. Por puesto |
| Восточный Тимор                                         | порт. Microlete, тетум Microlete |
| Гаити                                                   | Tap-Tap |
| Гана                                                    | Tro-tro |
| Германия                                                | нем. Sammeltaxi |
| Гонконг                                                 | англ. Public light bus — лёгкий общественный автобус или minibus; кит. 公共小型巴士 или 小巴                                           |
| Грузия                                                  | груз. სამარშრუტო ტაქსი — маршрутное такси или груз. მარშრუტკა (позаимствованное маршрутка)                                             |
| Доминиканская Республика                                | исп. Concho, Público |
| Зимбабве                                                | англ. Commuter Omnibus или Tshova |
| Израиль                                                 | ивр. מונית-שירות‎, «Монит шерут» |
| Индия                                                   | англ. Shared taxi — совместно используемое такси, Six-seater auto — шестиместный автомобиль, Eight-seater auto, Phat-a-Phat, Polaamboo |
| Индонезия                                               | Bemo, Colt, Oplet или Mikrolet |
| Казахстан                                               | каз. Бағдарлы такси, шағын автобус или кратко Маршрутка                                                                                |
| Кыргызстан                                              | «Маршрутка» |
| Канада                                                  | англ. Jitney, в Квебеке фр. Taxi collectif, transport collectif par taxi — коллективное такси; англ. collective taxi или taxibus       |
| Кения                                                   | «Матату» |
| КНДР                                                    | «Автобус-такси» |
| ДР Конго                                                | англ. Taxibus |
| Ливан                                                   | «Сарфис» (араб. سرفيس‎) |
| Литва                                                   | лит. Maršrutinis taksi «Микрушка» |
| Мали                                                    | Sotrama |
| Мексика                                                 | «Песеро» (исп. pesero) или «комби» (combi); комби крупнее песеро                                                                       |
| Молдова                                                 | Rutieră |
| Нигерия                                                 | Molue или Danfo |
| Перу                                                    | «Комби» (combi) |
| Польша                                                  | пол. Bus — автобус, busik — автобусик, minibus, mikrobus,                                                                              |
| Пуэрто-Рико                                             | Guagua |
| Россия                                                  | Маршрутное такси или кратко: маршрутка                                                                                                 |
| Руанда                                                  | Taxi или Twegerane |
| Румыния                                                 | Maxi-taxi |
| Сенегал                                                 | фр. Car Rapide — |
| Сербия                                                  | серб. Линијски такси, Минибус |
| Сингапур                                                | англ. Minibus |
| Сирия                                                   | Сарфи́с, также: сарви́с, сарби́с, от фр. service (араб. سرفيس‎)                                                                            |
| США                                                     | «Джитни» (англ. Jitney) или «Доллар вэн» (dollar van)                                                                                  |
| Сьерра-Леоне                                            | Poda-poda |
| Таджикистан                                             | тадж. Хатсайр |
| Таиланд                                                 | «Сонгтхэу» (тайск. สองแถว — «две скамьи»; а также «тук-тук»)                                                                           |
| Танзания                                                | Dala-dala |
| Тунис                                                   | Louage |
| Турция                                                  | «Долмуш» (тур. dolmuş) |
| Уганда                                                  | Kamunye или Taxi |
| Узбекистан                                              | узб. Yoʻnalishli taksi |
| Украина                                                 | укр. Маршрутне таксі или кратко Маршрутка                                                                                              |
| Филиппины                                               | «Джипни» (англ. Jeepney — от слов «джип» и jittney)                                                                                    |
| Эстония                                                 | эст. Liinitakso, marsruuttakso |
| Эфиопия                                                 | англ. Minibus taxi |
| ЮАР                                                     | Minibus-taxi или Teksi |
| Многие страны Западной и Центральной Африки, Мадагаскар | англ. Bush taxi, фр. taxi brousse — лесное такси                                                                                       |
| Некоторые страны Латинской Америки                      | исп. Publicos, colectivos |

## История

### Всемирная история

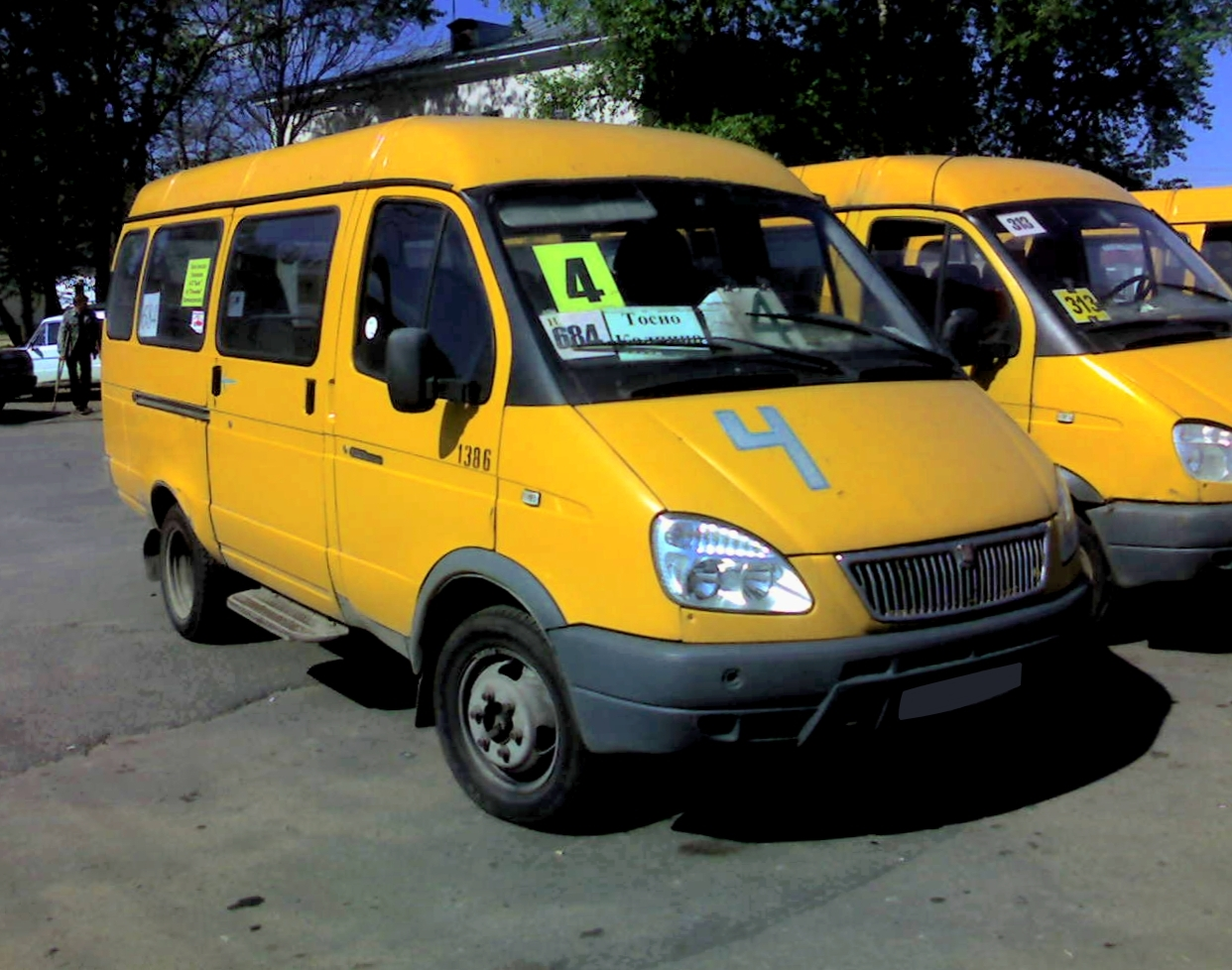
Типичные маршрутки, «Газели», в Тосно

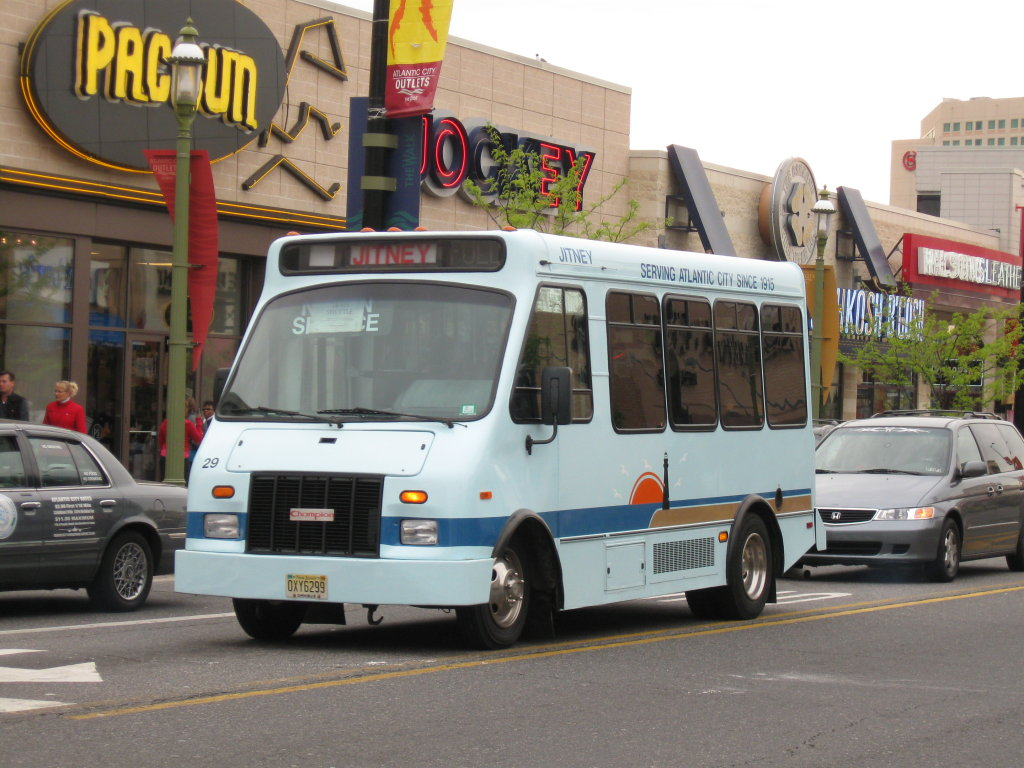
Микроавтобус («Джитни») в Атлантик-Сити, США

Возможно, местом возникновения маршрутных такси (маршруток) являются США (англ. jitney или jittney) в 1910-х годах. Повышение качества мощения улиц, возрастающая доступность транспортных средств с двигателем внутреннего сгорания в некоторых городах привели к утере трамваем монополии на городские перевозки. На улицах с трамвайным движением появились частные автомобили, дублирующие наиболее выгодные участки трамвайных маршрутов. Такая деятельность позволяла новым владельцам автомобилей быстро окупать свою покупку и давала источник дополнительного заработка, при этом автовладельцы часто нанимали безработных. Пик подобного бизнеса пришёлся на 1914 год, а популярность новой услуги отразилась даже в языке — слово «маршрутка» (jitney) стало синонимом слова «пятицентовик» (nickel) и наоборот. Всё это не могло не вызвать протестов трамвайных компаний, терявших пассажиров и оказывающих давление на городские власти. Пассажиры маршруток не были застрахованы, водители выбирали выгодные им часы работы и прибыльные направления, не гарантируя качество услуг по сравнению с трамваями. По этим причинам многие муниципалитеты и штаты, начиная с 1915 года, стали либо запрещать подобную деятельность законодательно, либо подвергать её строгому регламентированию. В частности, были введены:
1. обязательное страхование ответственности перевозчика,
2. требования к минимальной протяжённости маршрута и времени работы,
3. водителей обязали строго придерживаться трассы маршрута,
4. а в случаях отклонений от неё брать с пассажиров повышенную плату (в два-три раза).

Среди прочих требований были запреты:
1. запрет работать в районах с высокой интенсивностью поездок,
2. запрет пользоваться трамвайными остановками,
3. запрет производить посадку-высадку у перекрёстков,
4. запрет стоять у тротуаров в ожидании пассажиров.

В некоторых местах, также:
1. был введён бесплатный проезд для работников городских органов,
2. скорость движения ограничивалась десятью милями в час,
3. перекрёстки разрешалось проезжать только после полной остановки,
4. устанавливались ограничения на работу по чётным и нечётным дням автомобилям с чётными или нечётными номерами и т. д.

В результате этих мер число «маршруток» за один год сократилось в десять раз.

### История маршрутных такси вСССР
В СССР маршрутные такси появились в 1930-х годах в Москве. Легковые автомобили ЗИС-101, позже — ЗИС-110 курсировали между важнейшими площадями столицы, вокзалами и крупными выставками, парками, отвозили пассажиров на спортивные матчи. Так, в 1939 году доставкой посетителей Всесоюзной сельскохозяйственной выставки (ВСХВ) наряду с многочисленными трамваями, троллейбусами и автобусами занимались 120 автомобилей маршрутного такси. В отличие от обычных такси, где работали таксометры, плата за проезд в маршрутном такси устанавливалась по тарифным участкам, как в автобусах и троллейбусах тех времён; так, проезд от площади Свердлова до ВСХВ обходился в 3 рубля.
Были маршрутные такси и в других крупных городах СССР. Например, в Горьком маршрутные такси ЗИС-101 курсировали между Сормовом и Советской площадью (ныне площадь Минина и Пожарского) с заездом к Горьковскому (ныне Московскому) вокзалу. Стоимость проезда по полному маршруту составляла 3 рубля 50 копеек; для сравнения, поездка на трамвае обошлась бы в 50 копеек, на автобусе — 1 рубль. В Ленинграде маршрутные такси М-1 с 6 апреля 1938 г. работали на линии Московский вокзал — площадь Толстого (цена одной станции — 50 копеек, полный маршрут — 2 рубля 50 копеек). В Саратове маршрутные такси появились 5 июля 1940 г. Четыре машины М-1 работали на маршруте длиной 11,7 километра, разделенном на 8 станций (цена одной станции — 50 копеек). Два ЗИС-101 работали на маршруте длиной 5,5 километра, разделенном на 4 станции (цена одной станции — 65 копеек).
Во время Великой Отечественной войны работа маршрутных такси прерывалась. После её окончания линии маршрутных такси стали появляться вновь. Парк маршрутных такси пополнился автомобилями ЗИС-110 и ЗИМ (другое название — ГАЗ-12). Работали маршрутные такси и на пригородных и даже междугородных маршрутах. В 1950 году была завершена реконструкция трассы Москва — Ялта. Наряду с автобусным, по трассе открылось и движение маршрутных такси.
Именно с междугородных маршрутов началась история маршрутных такси в Ленинграде. 30 апреля 1960 года от автовокзала № 1 (площадь Мира) в Лугу, Новгород, Сланцы и Нарву начали курсировать машины ГАЗ-12. В июне 1960 года появился и первый городской маршрут (ДК Промкооперации — Новая деревня).
В 1960-е годы в качестве маршрутных такси начали использоваться автобусы особо малого класса РАФ-977 и малого класса ПАЗ-652. Очень скоро они вытеснили легковые автомобили с маршрутного движения. В разных городах маршрутные такси заняли разные ниши. В больших городах, где роль основного транспорта игрло метро, — в Москве, Ленинграде, Киеве — маршрутные такси преимущественно использовались для подвоза пассажиров от станций метро к популярным объектам городской среды: паркам, выставочным центрам, крупным магазинам. В Ленинграде маршрутные такси являлись для туристов довольно комфортным средством добраться до парков и фонтанов в Пушкине, Павловске и Петродворце, большим успехом пользовалось круглосуточное маршрутное такси 39-Э, которое соединяло Центральное агентство воздушных сообщений на Невском проспекте с Аэропортом Пулково. В таких городах с конца 60-х применялись автобусы особо малого класса РАФ-977, а с конца 70-х РАФ-2203 «Латвия». Проезд в маршрутном такси в 1980-е годы в черте городов стоил 20 копеек. Для сравнения, в автобусе и метро проезд стоил 5 коп, в троллейбусе — 4 коп, в трамвае — 3 коп.
В других городах, где не было метро, или оно не играло большой роли в перевозках, линии маршрутных такси соединяли разные части города, иногда дублируя маршруты остальных видов транспорта, иногда по оригинальным маршрутам. В таких городах применялись автобусы малого класса: ПАЗ-652, ПАЗ-672 с модификациями, КАвЗ-685 с модификациями, а также малые автобусы других отечественных марок. В пригородном (кроме туристских маршрутов) и междугороднем сообщении маршрутные такси применялись редко.

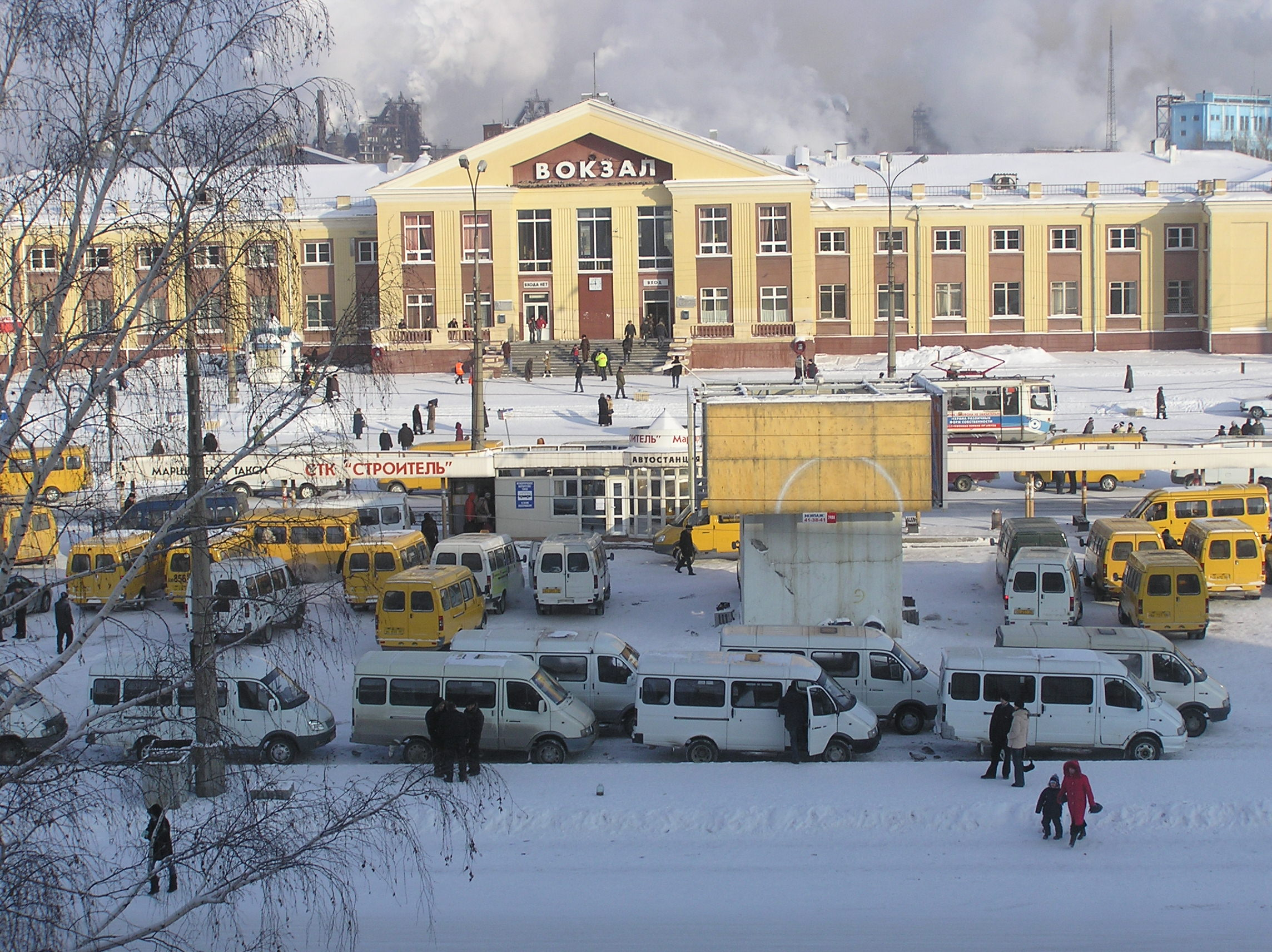
Маршрутные такси в Нижнем Тагиле

Общими свойствами всех маршрутных такси, отличающими их от иных видов транспорта, были: более высокий проездной тариф (в сравнении с автобусом обычно в 1,5—4 раза), отсутствие льгот по оплате, отсутствие проездных билетов длительного действия. Как правило, в правилах пользования маршрутными такси оговаривалась возможность остановки автобуса для посадки и высадки пассажиров вне остановочных пунктов, в местах, допускаемых Правилами дорожного движения, хотя в некоторых городах этой возможностью пользовались редко. Маршрутные такси считались более комфортной и более быстрой альтернативой автобусу, троллейбусу и трамваю для тех, кто готов за неё платить.
До возникновения кооперативного движения в СССР в 1987 году, маршрутные такси обслуживались либо государственными автобусными парками, либо таксопарками. С конца 1980-х годов стали появляться и кооперативные маршрутные такси (например, ПК «КормаРАФ» в Колпинском районе Ленинграда).

## Маршрутные такси в современной России и других странах бывшего СССР

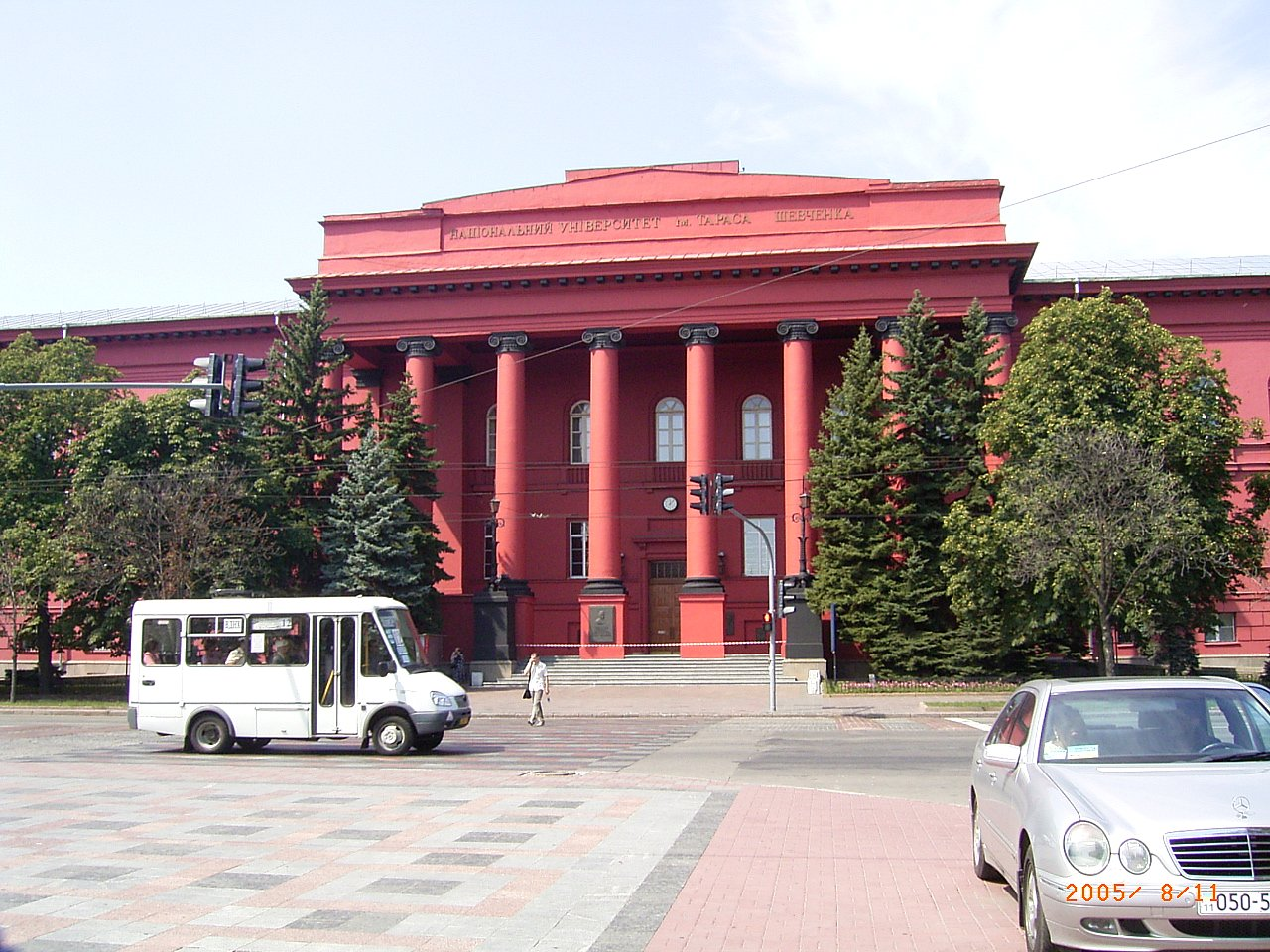
Микроавтобус БАЗ-2215 в Киеве

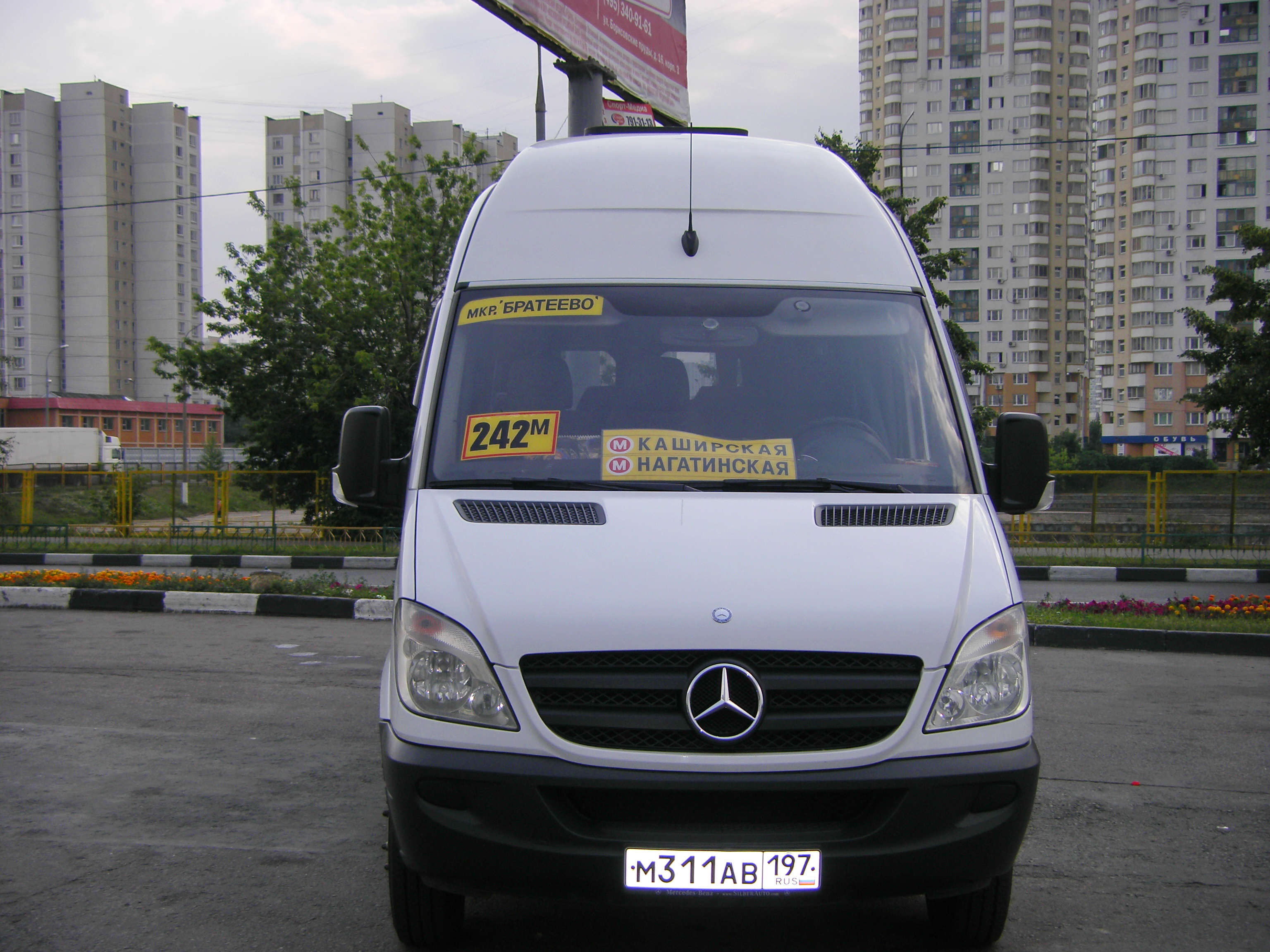
Маршрутка Mercedes-Benz Sprinter 518CDI в Москве

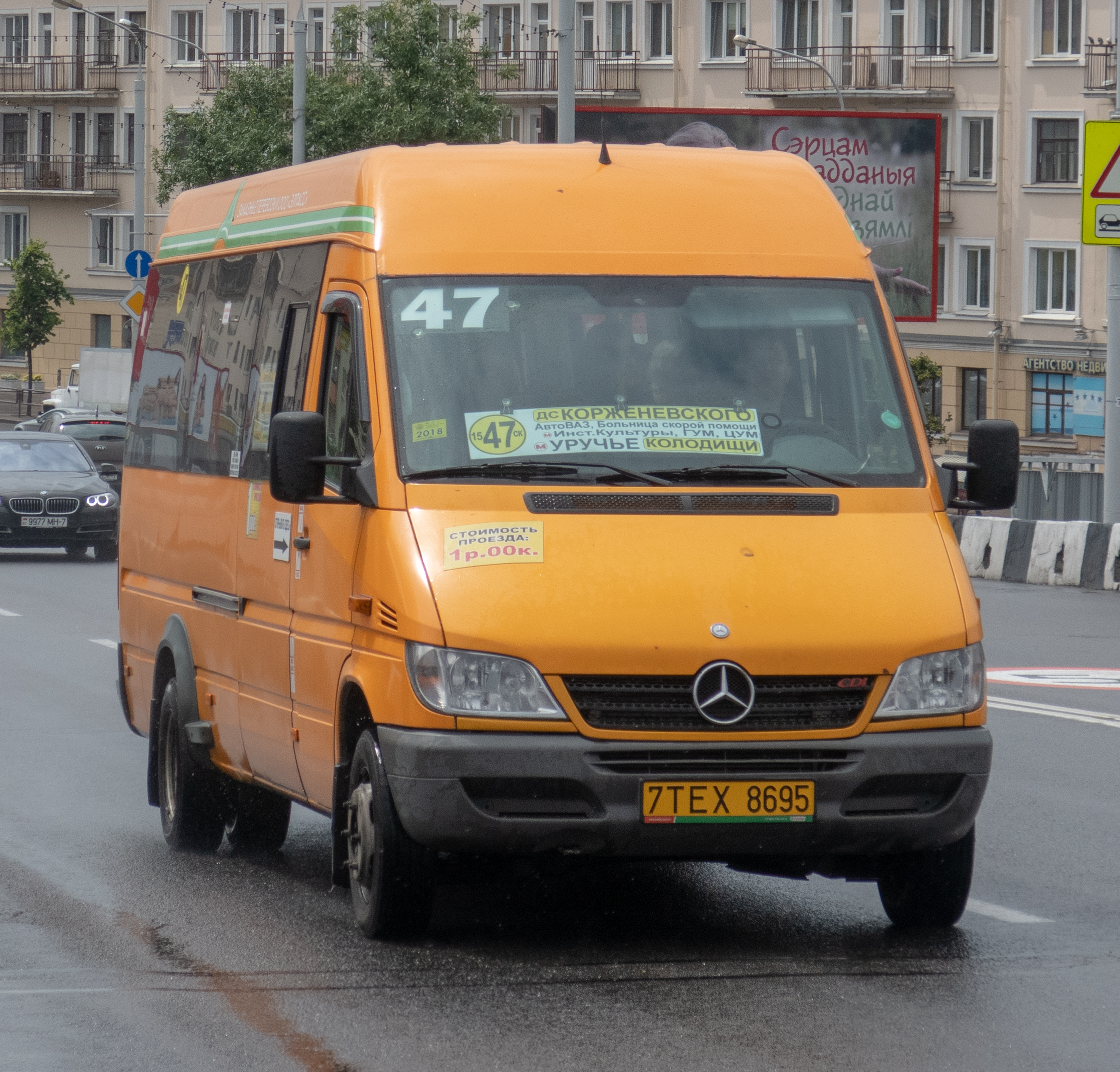
Маршрутное такси Луидор-2232 в Минске, маршрут № 47

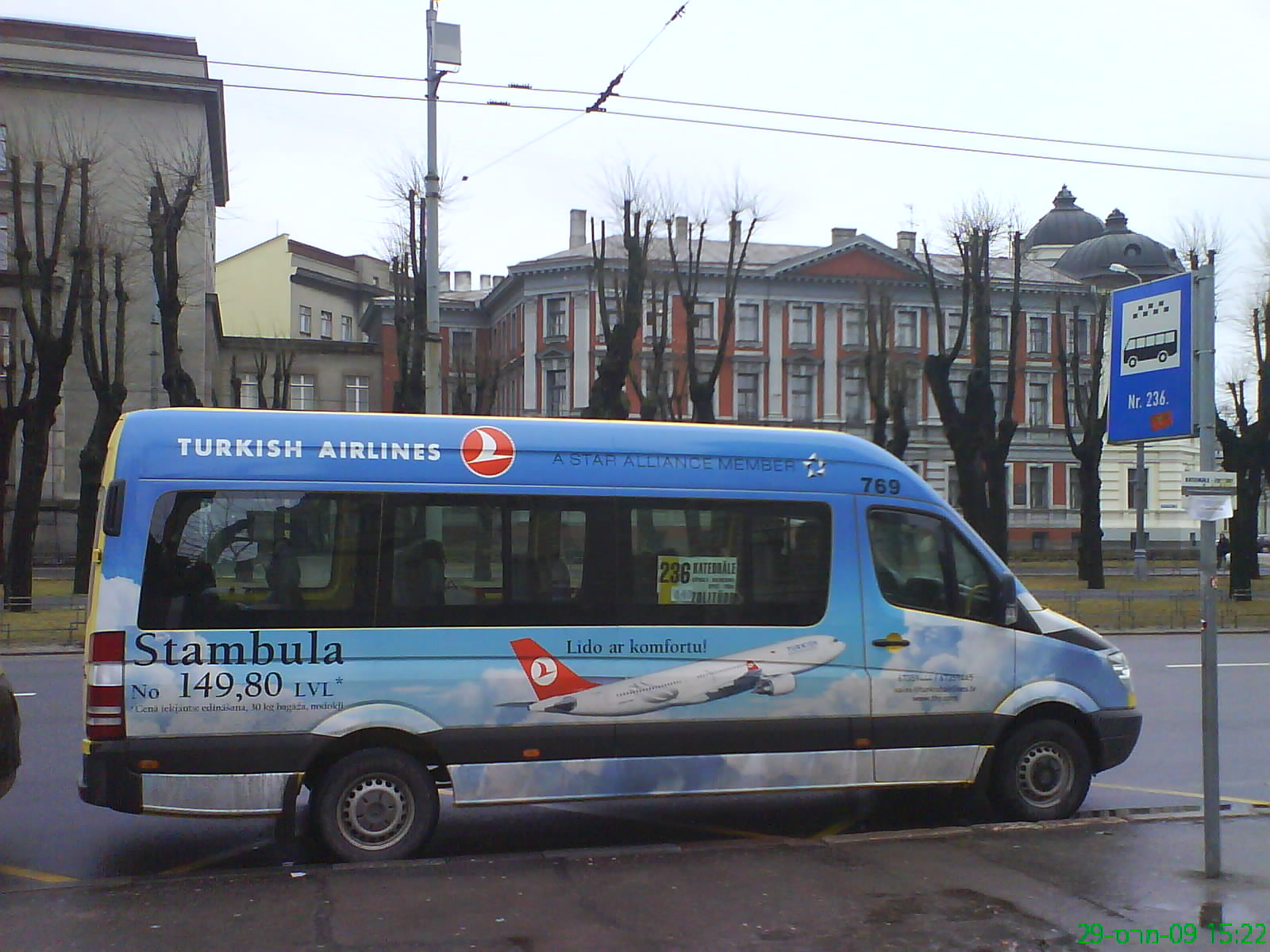
Маршрутка Mercedes-Benz W906 в Риге

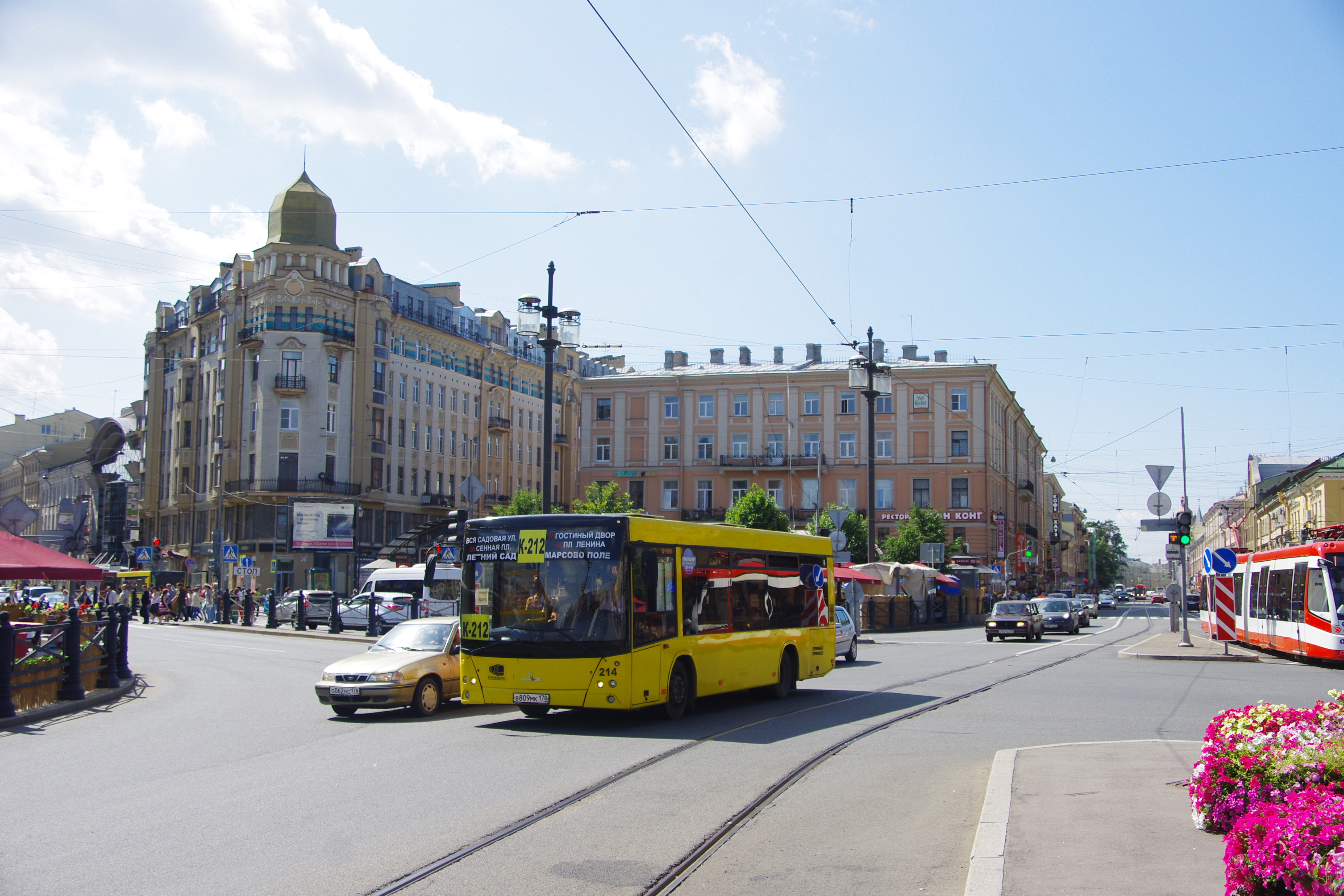
Маршрутное такси МАЗ-206.068 в Санкт-Петербурге

После распада СССР условия существования общественного транспорта резко изменились. В условиях обеднения граждан власти шли по пути предоставления широким слоям населения различных натуральных льгот, в том числе прав бесплатного проезда в общественном транспорте. Значительно возросло число пассажиров, уклоняющихся от оплаты проезда («зайцев»). Это привело к резкому сокращению доходов транспортных предприятий. При этом существовавшая централизованная система обновления подвижного состава прекратила существование. Муниципалитеты и областные правительства неохотно шли на компенсацию затрат транспортных предприятий на перевозки.

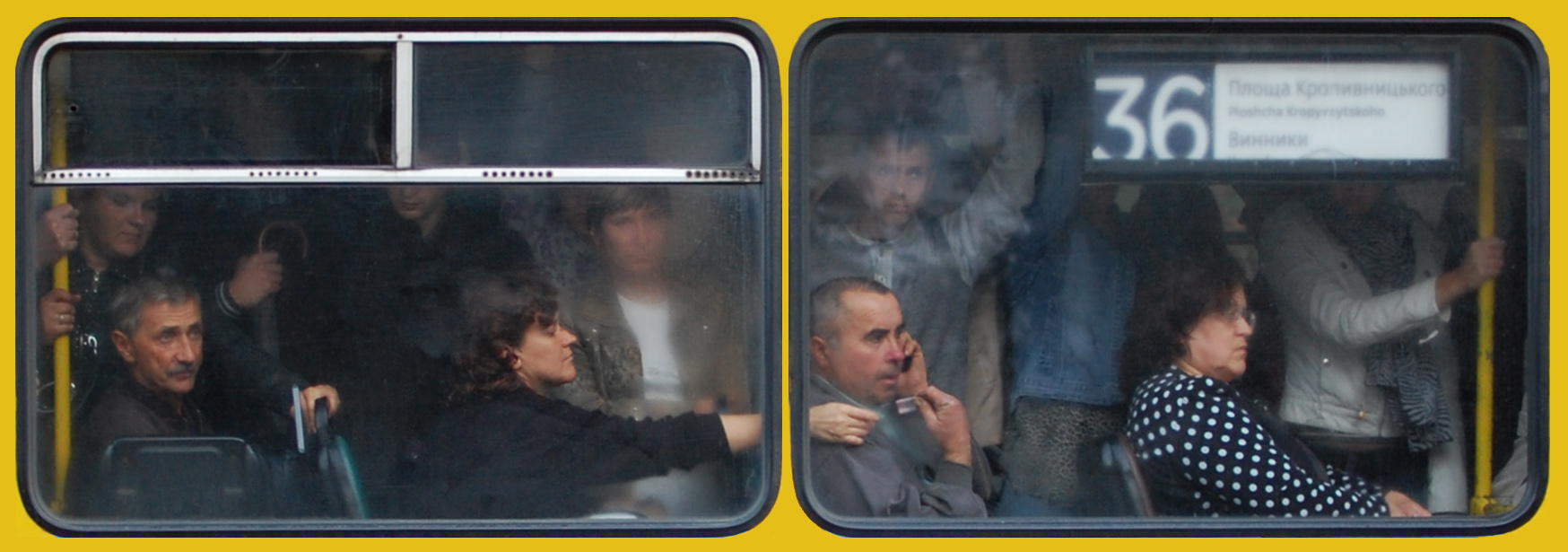
Пассажиры во Львове

В результате в автобусных парках стали уделять особое внимание перевозкам маршрутными такси, приносящим «живые деньги», работающим по существу на коммерческих началах, в ущерб перевозкам автобусами большого и особо большого класса. Маршрутные такси появились и в тех городах, где ранее их не было.
Первоначально маршрутные такси воспринимались пассажирами как более дорогая (и без льгот), но более быстрая и комфортная альтернатива традиционным автобусу, троллейбусу и трамваю. Однако во многих городах «социальные» перевозки сокращались, их качество падало. Для платёжеспособных пассажиров маршрутные такси оказались предпочтительным способом передвижения, так как качество «социального» транспорта стало для них неприемлемым. Естественным исключением является метро в Москве и Санкт-Петербурге, так как маршрутным такси не по силам соревноваться с ним по скорости и комфорту на дальних перевозках.
В тех городах, где маршрутные такси существовали и ранее, сохранялась преемственность в отношении класса используемых автобусов. В городах, где активную роль играет метро, а маршрутные такси играют подвозящую роль, это автобусы особо малого класса (РАФ-2203 (выведен из эксплуатации), ГАЗ-32213 «Газель», Mercedes-Benz Sprinter, Ford Transit и пр.). В других городах, где маршрутные такси выполняют большую транспортную работу, это автобусы малого класса (например, ПАЗ-3205) или даже среднего класса (например, МАЗ-206). В маленьких городах, где маршрутные такси появились впервые, это, как правило, автобусы особо малого класса, преимущественно «Газели». В Омске водители маршрутных такси называются «газелистами». На юге страны, особенно в Ростовской области, в качестве маршруток используются микроавтобусы Hyundai County, производившиеся ТагАЗом в 2004—2012 годах и почти вытеснившие «Газели». Кроме того, там же в качестве маршруток используются и «прототипы» «Газелей» — Ford Transit.

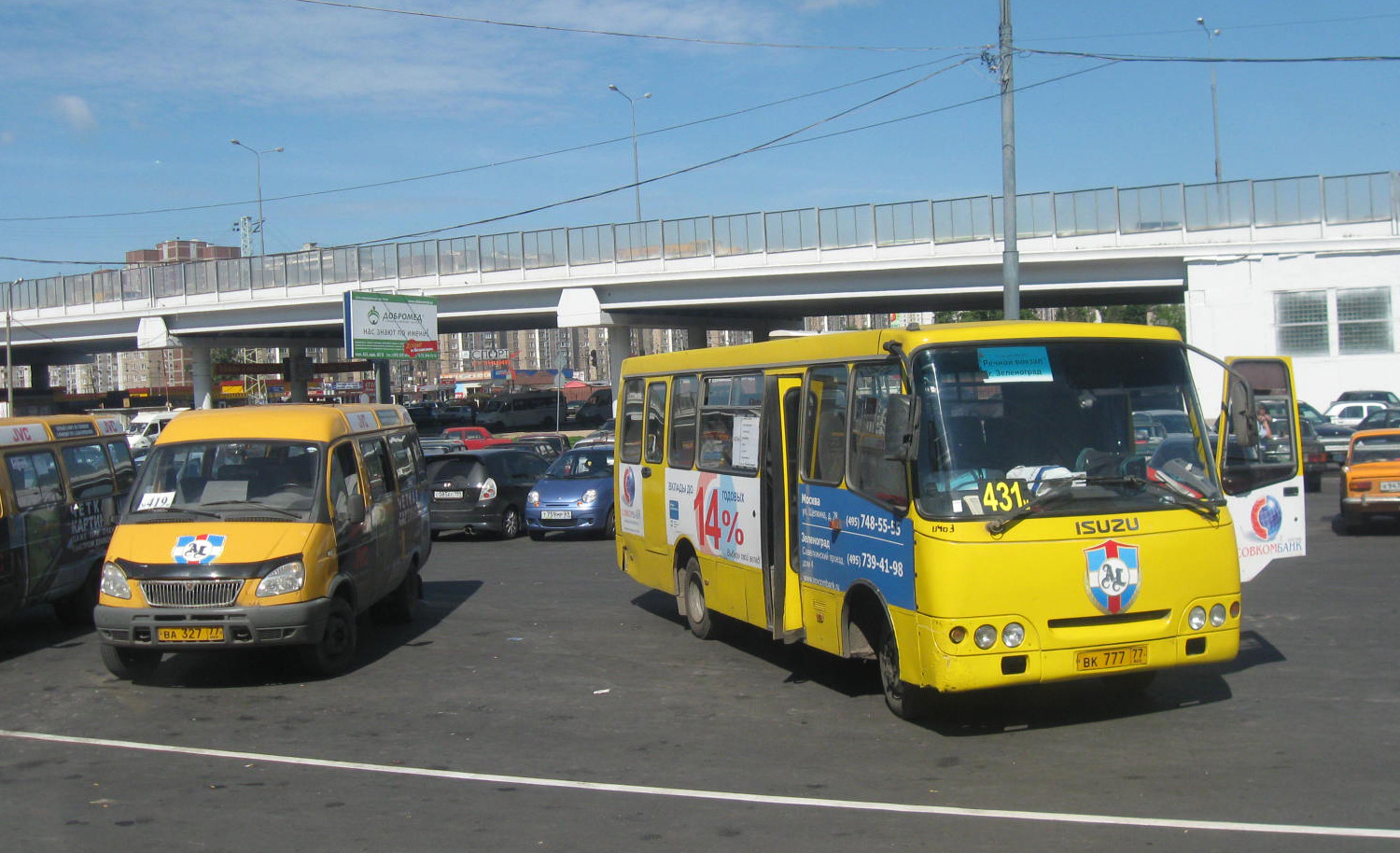
ГАЗель и Богдан А092 предприятий группы «Автолайн» в Москве

Вскоре на маршрутах стали работать автобусы, принадлежащие частным фирмам и предпринимателям. Крупнейшей в Москве компанией, работающей на рынке перевозок маршрутными такси, является группа компаний «Автолайн». В некоторых местах в разговорной речи её название стало нарицательным обозначением маршрутки вообще.
В условиях дальнейшего обеднения автобусных хозяйств на режим работы маршрутными такси переводились нередко и автобусы большого или даже особо большого класса (ЛиАЗ-677, Ikarus 260, Ikarus 280, ЛиАЗ-5256, ЛАЗ-695, ЛАЗ-4207, Mercedes-Benz O345 и пр.). Сейчас в некоторых городах как государственные и муниципальные автопарки, так и частные предприятия выводят на загруженные линии автобусы большого класса. Например, группа компаний «Автолайн» эксплуатировала в Москве на городских и пригородных маршрутах полунизкопольные автобусы большого класса Scania Omnilink.
Интересной особенностью маршрутных такси является различие момента оплаты проезда в разных городах или даже на разных маршрутах в одном городе. Если в одних случаях пассажиры передают плату водителю (кондуктору) сразу после посадки, то в других местах (например, в Алексине, Владивостоке, Ижевске, Старом Осколе, Благовещенске, Чите, Петрозаводске, Калининграде, Одессе, Орске, Уфе, Туапсе и Луганске, Ровно, Каменец-Подольском, Вольске, Горловке, Махачкале, Новомосковске, Тольятти, Таганроге, Ростове-на-Дону, Нижнем Тагиле, Набережных Челнах, Таганроге, Кисловодске, Керчи, Севастополе, Ставрополе, Тюмени, Херсоне, Невинномысске, Моздоке, Иркутске, Томске, Петропавловске-Камчатском, Белорецке, Оше, Якутске) оплачивать проезд в маршрутных такси принято при выходе. Это даёт пассажирам возможность не спешить с оплатой, а водителю не отвлекаться во время движения на приём денег и отсчитывание сдачи, и не беспокоиться о том, что кто-то из пассажиров не оплатил проезд.

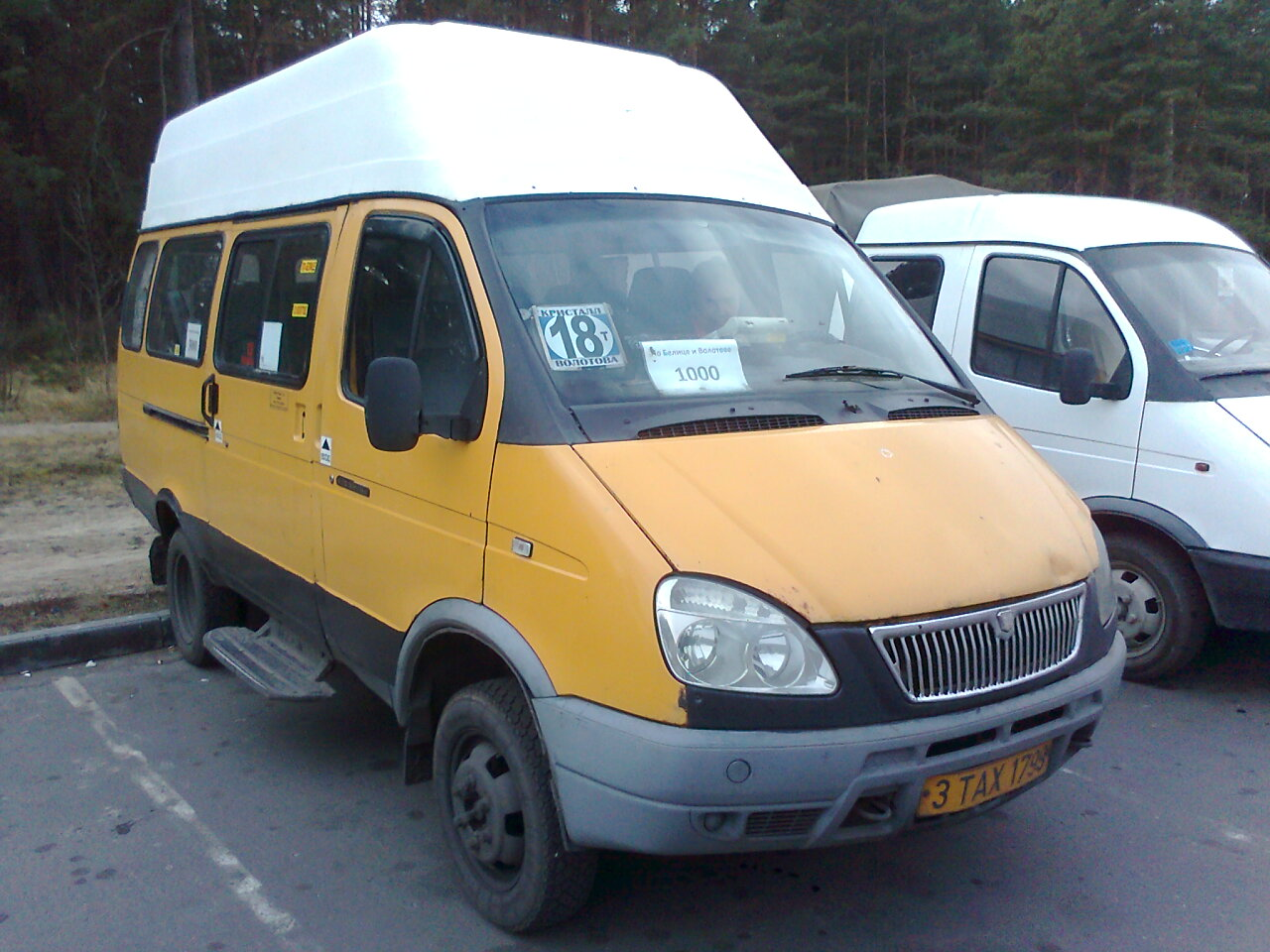
Маршрутное такси ГАЗ-322133 в Гомеле

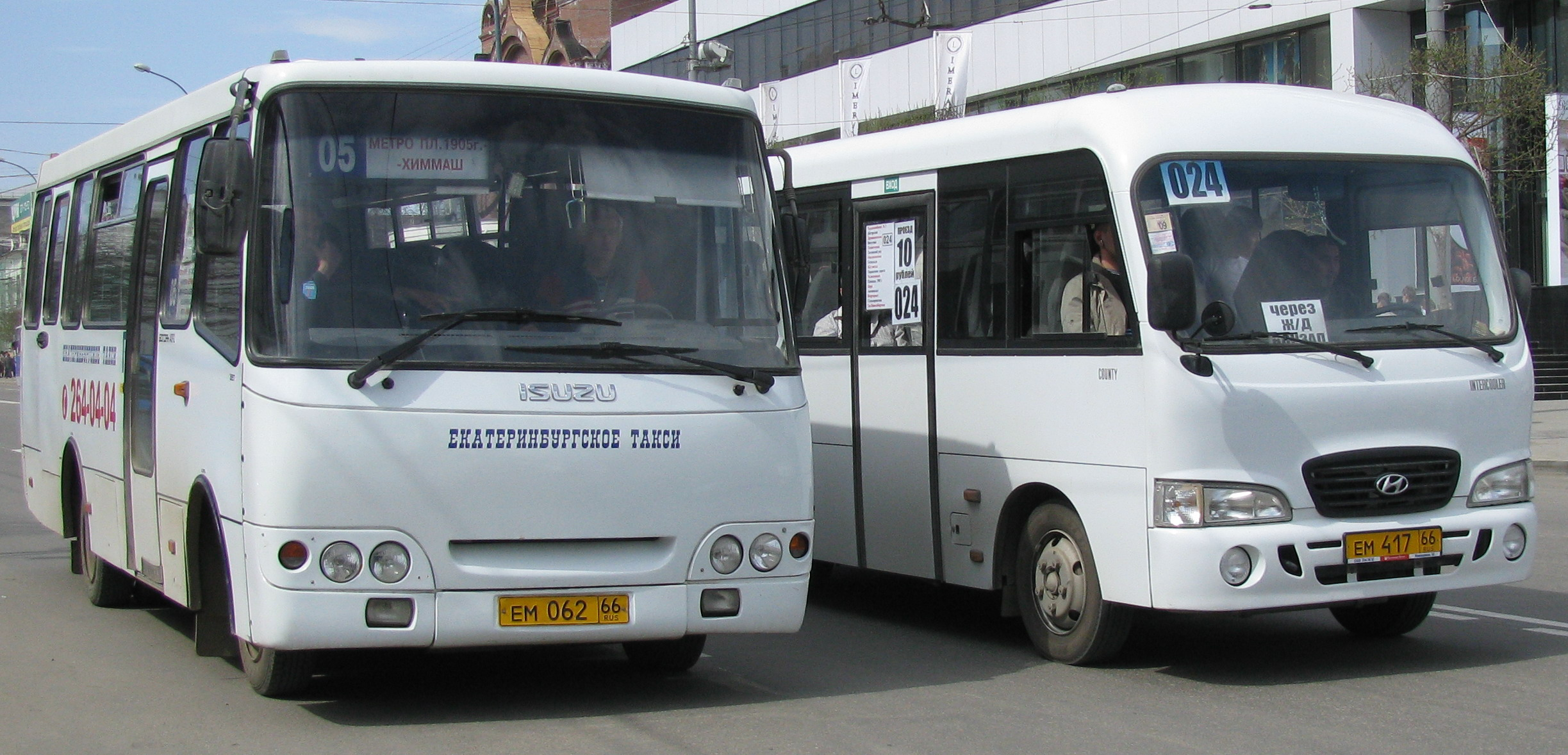
Маршрутка Богдан А092 (слева) и Hyundai County (справа) в Екатеринбурге

Часто линии маршрутных такси дублируют существующие маршруты муниципального или государственного общественного транспорта. Однако появляются и новые маршруты. Например, в Москве имел место ряд маршрутов, удобно соединявших периферийные районы и обслуживавшие таким образом важные пассажиропотоки, не покрываемые другим общественным транспортом.
В некоторых городах России маршрутных такси нет и никогда не было — например, в Арзамасе, в Красноярске.
В 2007 году в Казани была введена новая маршрутная схема, согласно которой все маршрутные такси были заменены на автобусы большего класса. По состоянию на август 2011 года, на линии осталась только незначительная часть нелегальных маршрутных такси.
По словам Олега Старовойтова, директора департамента госполитики в области дорожного хозяйства, автомобильного и городского пассажирского транспорта Минтранса РФ, «маршрутки» относятся не к разряду такси, а к регулярному общественному транспорту, так как и фактически, и юридически являются автобусами малого или особо малого класса.
В ряде случаев, особенно в малых городах (например, г. Кара-Балта), роль маршрутного такси с успехом выполняют легковые автомобили. По наиболее популярным городским и пригородным маршрутам постоянно курсируют автомобили и за небольшую фиксированную плату перевозят пассажиров.

### Попытки упорядочить перевозки на маршрутках в Российской Федерации

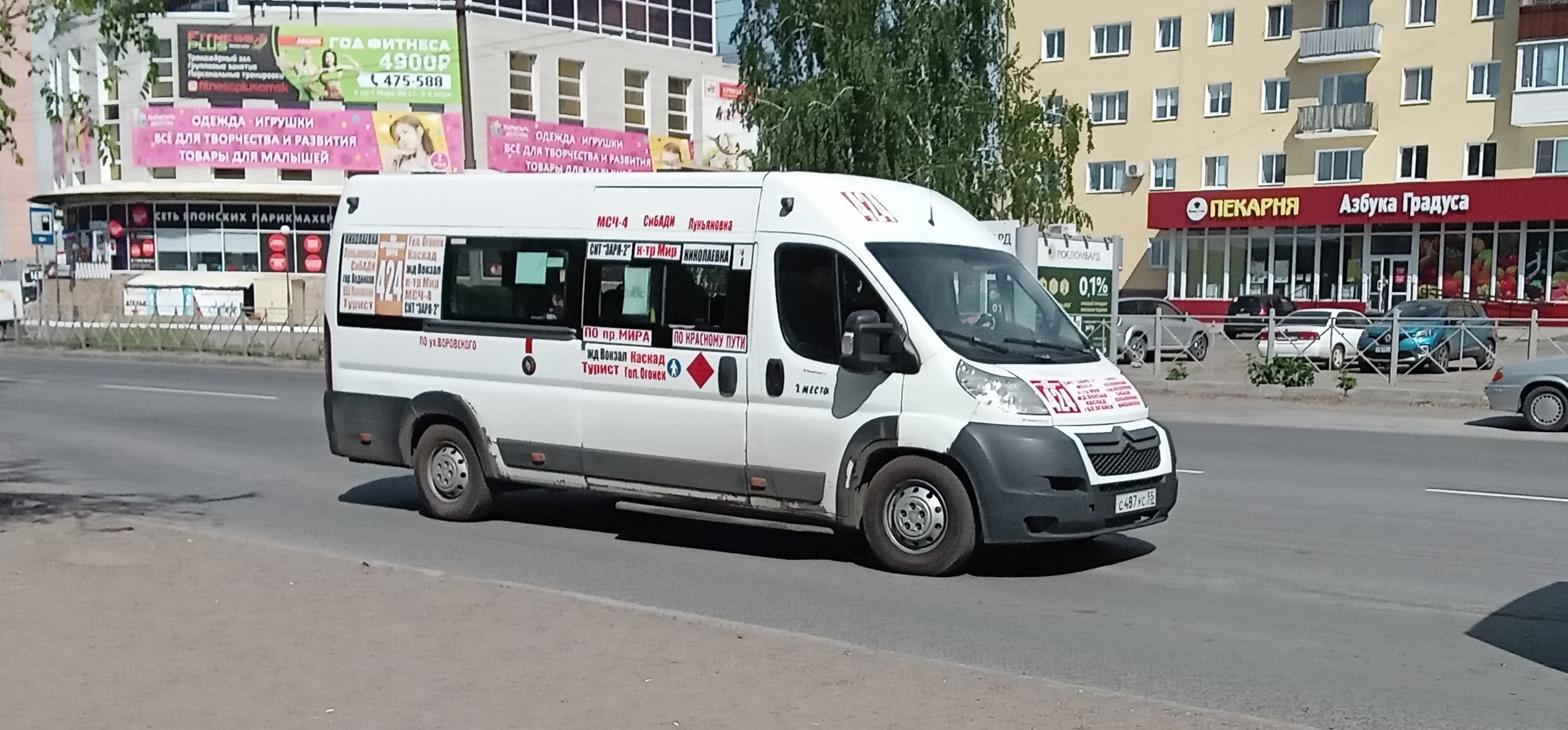
Нижегородец-2227W (Citroёn Jumper) в Омске, 2022 год

В настоящее время организация работы всего общественного транспорта в России регулируется Федеральным законом от 13 июля 2015 года № 220-ФЗ и Уставом автомобильного транспорта и городского наземного электрического транспорта.
С 2013 года юридически такого понятия, как «маршрутное такси», нет. Этот тип перевозок стал, наравне с автобусами, трамваями, троллейбусами, общественным транспортом. Об этом прямо сказано в Уставе автомобильного транспорта:
1. Регулярные перевозки пассажиров и багажа осуществляются на основании публичного договора перевозки пассажира по маршруту регулярных перевозок.
2. Регулярные перевозки пассажиров и багажа относятся к перевозкам транспортом общего пользования.
3. Регулярные перевозки пассажиров и багажа подразделяются на:
1) перевозки с посадкой и высадкой пассажиров только в установленных остановочных пунктах по маршруту регулярных перевозок;
2) перевозки с посадкой и высадкой пассажиров в любом не запрещенном правилами дорожного движения месте по маршруту регулярных перевозок.
После принятия Федерального закона от 13 июля 2015 г. № 220-ФЗ «Об организации регулярных перевозок пассажиров и багажа автомобильным транспортом…» ужесточился отбор перевозчиков и внесены новые нормы и правила для осуществления деятельности по перевозке пассажиров. Так, нормы данного закона обязывают всех перевозчиков осуществлять стоянку транспорта, используемого для перевозки пассажиров, на специальных парковках. Кроме того, для осуществления перевозки пассажиров, каждый перевозчик обязан иметь, помимо лицензии, карту маршрута либо свидетельство на право перевозки пассажиров, выданную уполномоченным органом муниципальной, областной, краевой властей, в зависимости от типа маршрута движения автобуса (муниципальный, межмуниципальный, межрегиональный). Согласно Уставу автомобильного транспорта и городского наземного электрического транспорта, имеющим силу Федерального закона и который регулирует правовые отношения между перевозчиком и пассажирами, грузоотправителями, грузополучателями, существует пять видов сообщений (маршрутов) пассажирского транспорта:
1. Перевозки пассажиров и багажа, грузов осуществляются в городском, пригородном, междугородном, международном сообщении.
2. Перевозки в городском сообщении осуществляются в границах населенных пунктов.
3. Перевозки в пригородном сообщении осуществляются между населенными пунктами на расстояние до пятидесяти километров включительно между границами этих населенных пунктов.
4. Перевозки в междугородном сообщении осуществляются между населенными пунктами на расстояние более пятидесяти километров между границами этих населённых пунктов.
5. Перевозки в международном сообщении осуществляются за пределы территории Российской Федерации или на территорию Российской Федерации с пересечением Государственной границы Российской Федерации, в том числе транзитом через территорию Российской Федерации.

Также законодательно закреплены три вида перевозки пассажиров и багажа:
1) регулярные перевозки;
2) перевозки по заказам;
3) перевозки легковыми такси.
В различных городах Российской Федерации, в которых есть маршрутки, наблюдается тенденция к их ликвидации.

## Аналоги маршрутных такси в других странах
Аналоги маршрутных такси распространены в странах третьего мира, причём в разных странах (или даже в разных городах) применяется своя модель их работы.
В некоторых местах имеется транспорт, занимающий промежуточную нишу между маршрутными и индивидуальными таксомоторами. Это микроавтобусы или легковые автомобили, движущиеся без какого-либо определённого маршрута, но подбирающие пассажиров при условии, что направление, в котором они желают ехать, не противоречит тому, в котором едут те пассажиры, которые уже взяты ранее. Эта модель эффективна в основном в небольших городах и поселениях, вытянутых преимущественно вдоль одной дороги-оси (например, прибрежных), но есть и примеры использования её в довольно крупных городах, например, матату в Найроби сонгтхэу в Чианг-Мае, или обычные такси в Касабланке. Подобный вид транспортных услуг очень распространён в крупных городах Ирана.

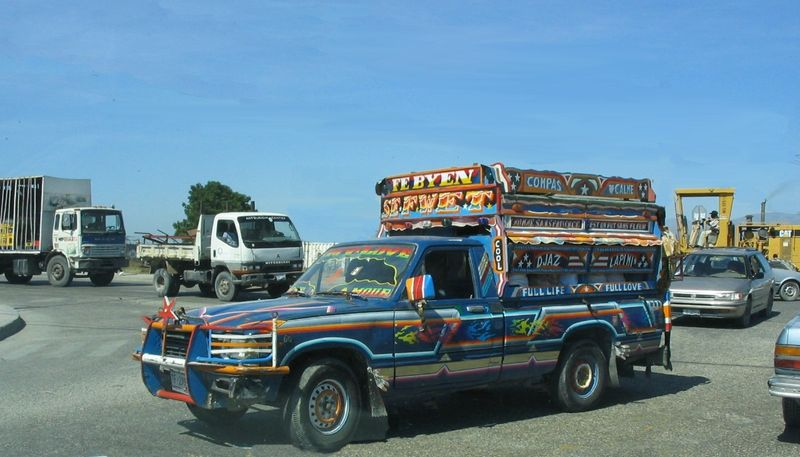
Маршрутное такси в Порт-о-Пренсе, Гаити
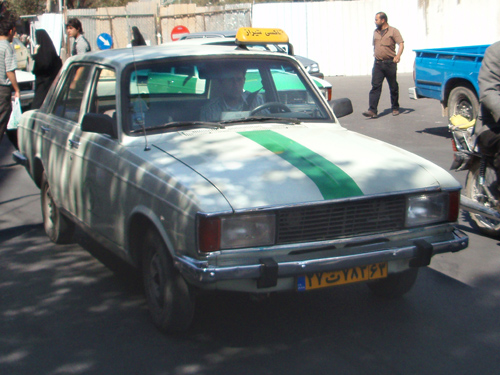
Обычное для Ирана маршрутное такси на одной из площадей Шираза
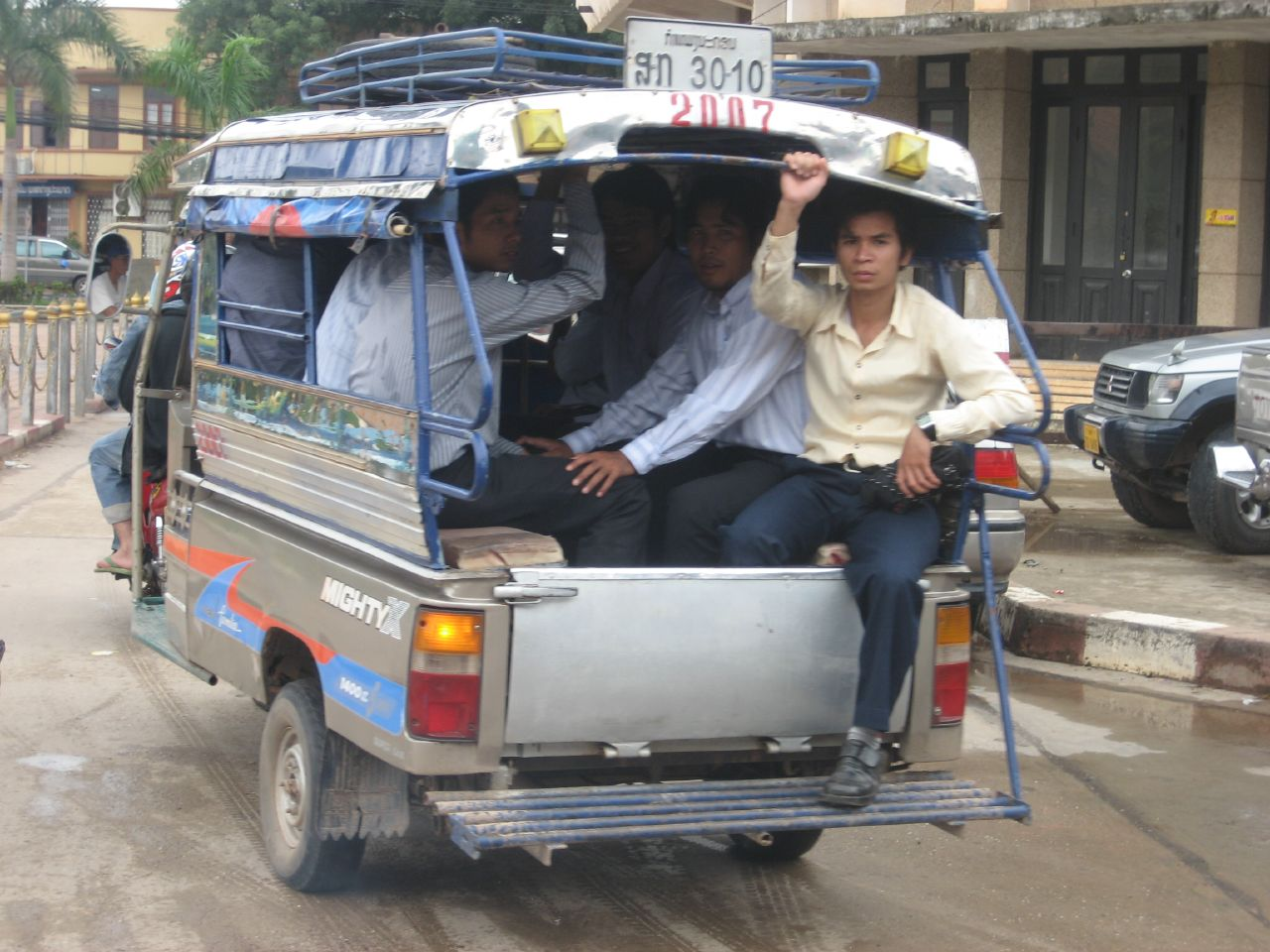
Маршрутное такси (грузовой мотороллер) в Лаосе
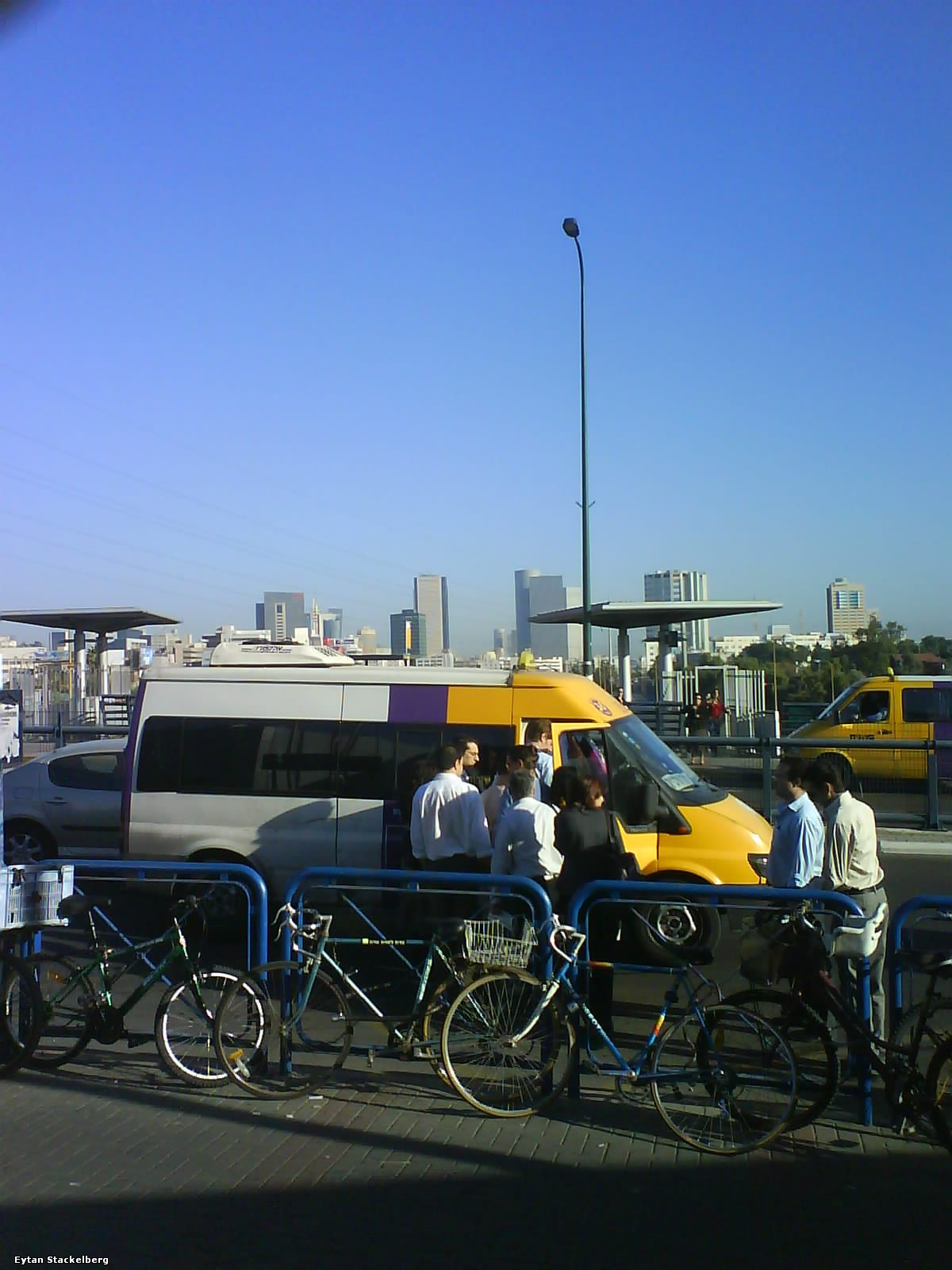
Маршрутное такси в Тель-Авиве, Израиль
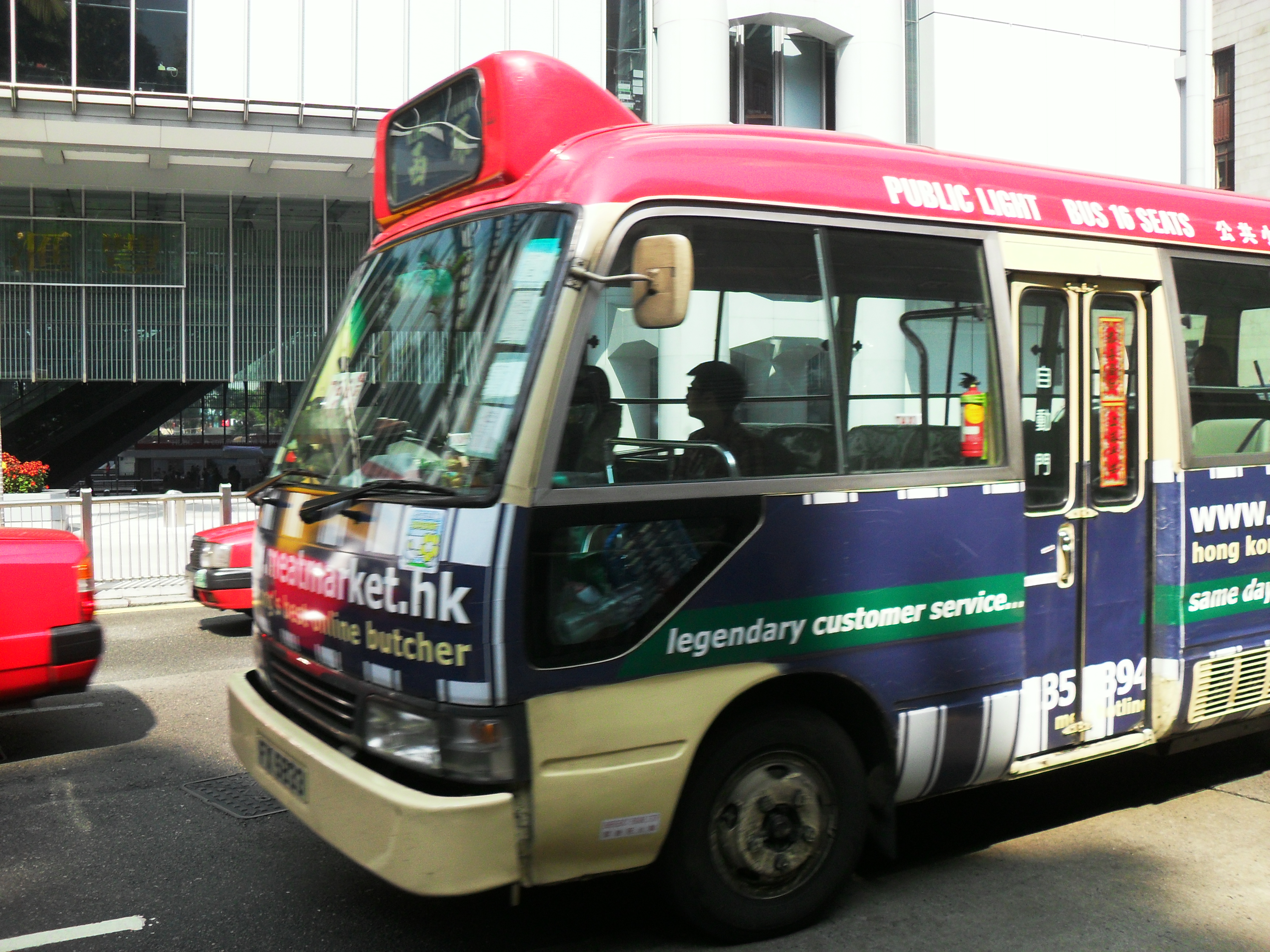
Маршрутка в Гонконге
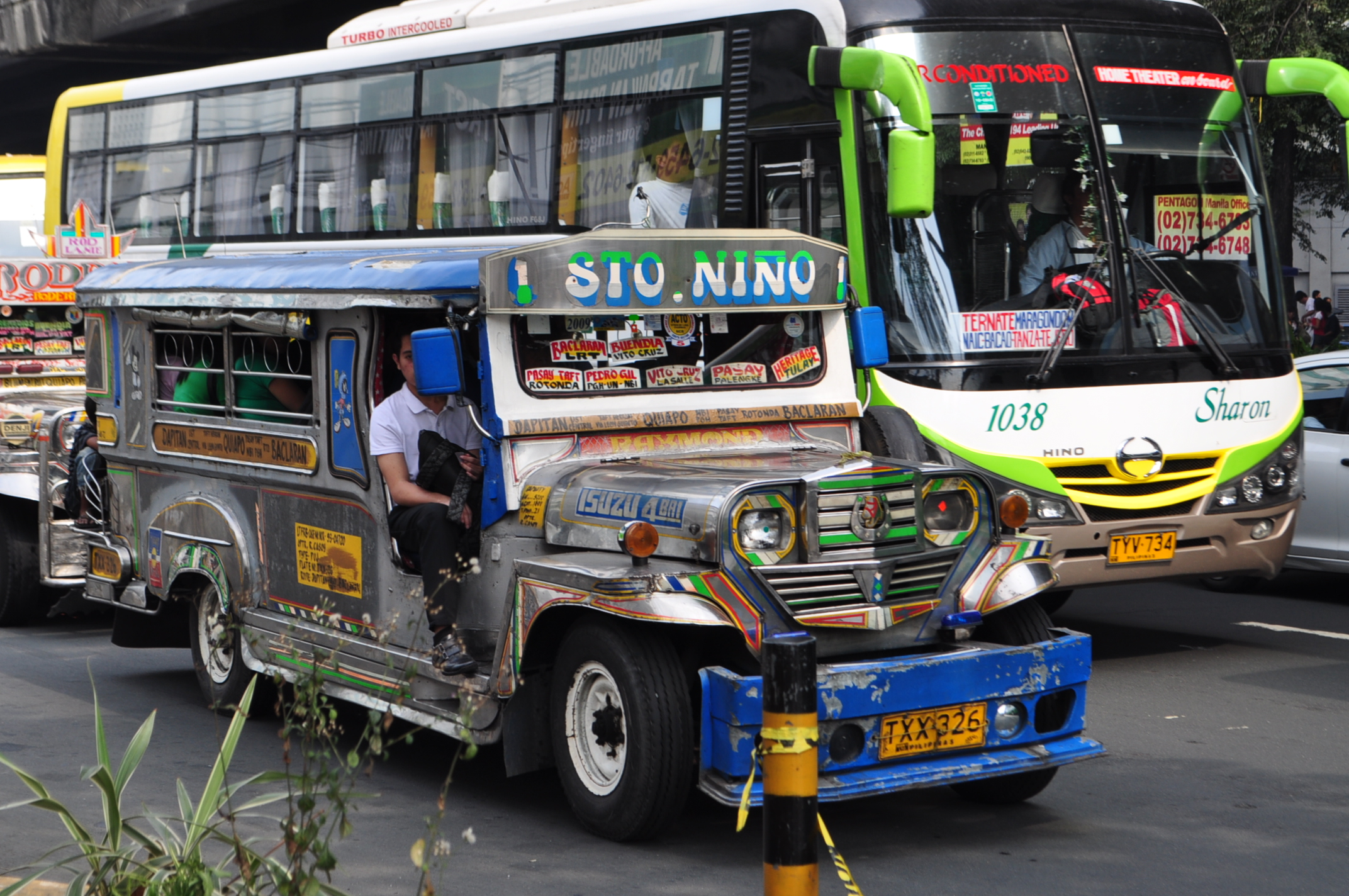
Джипни — манильское маршрутное такси

### Лесное такси (Западная и Центральная Африка)
В Западной и Центральной Африке маршрутные такси называют лесными такси (англ. bush taxi). Как правило, лесные такси бывают трёх типов: автомобиль-универсал, микроавтобус и грузовик. Многие автомобили, используемые в этом качестве, импортируются из Европы или Японии, некоторые собираются в региональных центрах, например, в Нигерии или Кении. Оригинальное оборудование транспортных средств обычно вынимается, чтобы иметь больше места и разместить более длинные скамьи. Обычно количество людей в салонах таких такси больше запланированных пассажирских мест.

### Маршрутные такси на гужевой тяге
В некоторых странах в настоящее время широко используются маршрутные такси на гужевой тяге. Так, ввиду топливного кризиса, практически повсеместно на Кубе (за исключением Гаваны) для передвижения городского населения используются лошадиные повозки. Причём работают они в соответствии со всеми правилами работы обычных маршрутных такси. На конечных остановках есть специальные стоянки для экипажей, отправляются экипажи либо по утверждённому расписанию, либо после полного заполнения пассажирами «салона».
На сейшельском острове Ла-Диг в качестве маршруток используют воловьи повозки. Вызвано это малыми размерами острова и тем фактом, что пассажирам необходимо чаще всего преодолевать небольшие расстояния между соседними посёлками. Впрочем, в настоящее время этот вид транспорта на Ла-Диге местными жителями практически не используется, постепенно превращаясь в чисто туристический аттракцион, по сути, однако, по-прежнему выполняя роль маршрутного такси.